# Renato Boeri
Renato Boeri (Milano, 15 maggio 1922 – Milano, 20 luglio 1994) è stato un neurologo e partigiano italiano.
Fu uno tra i più noti e stimati neurologi clinici del proprio paese.

## Biografia
Figlio del senatore Giovanni Battista Boeri, dopo la maturità classica cominciò gli studi in Medicina e chirurgia all'Università Statale di Milano, interrotti a causa dello scoppio della seconda guerra mondiale. 
Partigiano insieme con il fratello Enzo nella zona di Stresa, dove è collocata dal marzo 1944 la stazione radio con cui Enzo Boeri trasmette agli alleati i bollettini e i messaggi della Resistenza per conto del Comando generale CVL, nel novembre 1944 fu arrestato dei tedeschi.
Rilasciato per uno scambio di prigionieri, dal dicembre 1944 fu comandante della 7ª Brigata "Paolo Stefanoni" di Giustizia e libertà, inquadrata nella Divisione Valtoce, formazione operante nella zona del Verbano-Cusio-Ossola.
Dopo la Liberazione tornò a Milano, si laureò nel 1948 e cominciò a lavorare all'Ospedale psichiatrico Paolo Pini. Nel 1951 ottenne la specializzazione in Malattie nervose e mentali con una tesi sulle cefalee vascolari e l'anno successivo conseguì la libera docenza. Dal 1948 aveva cominciato a collaborare anche con l'Istituto neurologico Carlo Besta di Milano, di cui fu primario dal 1968, direttore dal 1977 al 1987 e membro del Consiglio di amministrazione dal 1989 come rappresentante del Ministero per la ricerca scientifica e tecnologica.
Nel corso della carriera svolse approfonditi studi nell'ambito della neuroepidemiologia, della neurotossicologia e della patologia professionale. Si interessò inoltre di cefalee, di disturbi neuroftalmologici, di patologie dei vasi cerebrali, oltre a trattare tematiche di tipo psiconeurologico. Sul piano storico e teorico, fondò nel 1986 con Frank Clifford Rose, Bo Norrving e Daniel Bartko l'European Club on the History of Neurology (ECHN).
Nel 1985, insieme con Massimo Bonfantini, fondò il Club Psòmega, di cui entrarono a far parte artisti, scienziati e filosofi, finalizzato allo studio del pensiero inventivo.
Molto attento alle questioni etiche, costituì nel 1989 la Consulta di bioetica e fu membro del Comitato etico dell'Ospedale San Carlo Borromeo, dell'Istituto europeo di oncologia di Milano e del Comitato scientifico dell'Istituto italiano di bioetica.
Dagli anni sessanta fu membro della World Federation of Neurology e dal decennio successivo partecipò all'attività dell'Associazione per la promozione delle ricerche neurologiche (ARIN) e dell'Associazione italiana medici per la prevenzione della guerra nucleare, fu segretario e poi vicepresidente della Società italiana di neurologia e fondò nel 1979 l'Italian Journal of Neurological Sciences, che diresse fino al 1993. Fu inoltre consulente del Ministero della sanità nel gruppo di lavoro del Consiglio nazionale delle ricerche (CNR) per il potenziamento della ricerca biomedica e nella Commissione per disciplinare l'attività degli istituti a carattere scientifico.
Tra i numerosi riconoscimenti internazionali, venne nominato membro d'onore della Société de neurologie française nel 1980, membro della New York Academy of Sciences nel 1982, membro corrispondente onorario dell'American Academy of Neurology nel 1983 e infine, nel 1985, membro della Royal Society of Medicine di Londra e dell'International Headache Society.
Dal matrimonio con l'architetto Cini Boeri ebbe i figli Sandro, Stefano e Tito, rispettivamente giornalista, architetto ed economista. Sposò in seconde nozze la fotografa Grazia Neri.